# Гаулхофер
Гаулхофер је један од највећих произвођача прозора и улазних врата у Аустрији. Фирма има седиште у штајерском Убелбаху.